# Heidi Pechstein
Heidi Pechstein (n. 4 iulie 1944, Leipzig, Germania Nazistă) este o înotătoare ce a reprezentat Germania, medaliată olimpică. A participat la 2 ediții ale Jocurilor Olimpice (1960, 1964) în care a câștigat 1 medalie de bronz.